# Субтитри

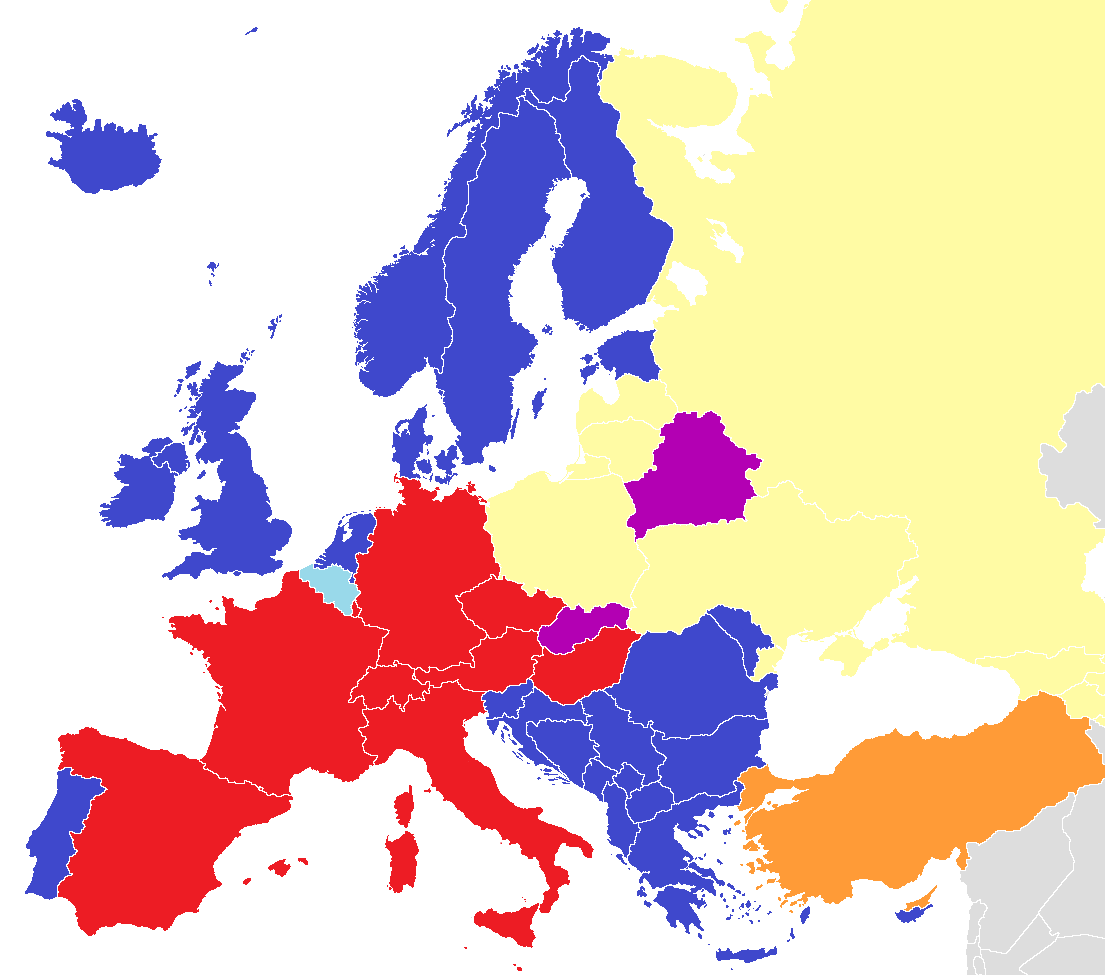
Країни, де дублюють переважно дитяче кіновиробництво, решта фільмів оснащуються субтитрами.
Країни, де рівною мірою використовують дублювання або субтитрування.
Країни, де рідко виконується дублювання, поширене є закадрове озвучення (voice-over) одним або кількома акторами.
Країни, де використовують дублювання всієї відеопродукції.
Країни, де інколи дублюють фільми та зазвичай використовують дублювання з інших країн через схожість мови або зрозумілість для глядачів (німецька в Австрії, німецька/італійська/французька в Швейцарії, французька/нідерландська в Бельгії, російська в Білорусі та чеська в Словаччині).

Субтитри (або титри, написи) — текстова версія, що супроводжує аудіовізуальну продукцію і переважно має вигляд написів у нижній частині теле- чи кіноекрану. Субтитри можуть використовуватися для перекладу іноземних фільмів чи телевізійної продукції. Або ж вони можуть бути письмовим відтворенням діалогу мовою оригіналу. Субтитри мовою оригіналу з додатковою інформацією дають доступ людям із вадами слуху до аудіовізуальної продукції. Телевізійні субтитри можуть передаватися за допомогою телетексту. Крім субтитрування аудіовізуальної продукції, існує практика субтитрування оперних та театральних вистав.

## Технологія субтитрування
На сьогодні професійні субтитрувальники переважно працюють із комп'ютерним програмним забезпеченням, яке дозволяє зберігати відео у цифровому форматі на твердому диску і таким чином мати доступ до кожного окремого кінокадру. Перед тим як створювати текстові написи, субтитрувальник розбиває фільм на часові проміжки, встановлюючи часові коди появи та зникнення кожного окремого субтитру. Часом ця процедура розмітки субтитрів (англ. spotting) належить до компетенції техніків і в такому разі субтитрувальник отримує версію фільму з готовими часовими кодами.
Готовий файл із субтитрами, який містить часові коди та текст, накладається або безпосередньо на фільмокопію (відкриті субтитри) або конвертуються в графічні зображення (tiff чи bmp) і потім накладаються на фільм кінцевим користувачем (закриті субтитри на DVD).
Субтитри можна створювати також за допомогою вільнодоступних безкоштовних програм типу Subtitle Workshop.

## Формати субтитрів

### Для програмних відеопереглядачів
| Назва                       | Розширення                                | Тип               | Стилізація тексту | Метадані | Мітки часу              | Часова точність         |
| --------------------------- | ----------------------------------------- | ----------------- | ----------------- | -------- | ----------------------- | ----------------------- |
| AQTitle                     | .aqt                                      | Текст             | Так               | Так      | Кадри                   | Відповідає кадрам       |
| EBU-TT-D                    | Н/Д                                       | XML               | Так               | Так      | Пройдений час           | необмежена              |
| Gloss Subtitle              | .gsub                                     | HTML, XML         | Так               | Так      | Пройдений час           | 10 мілісекунд           |
| JACOSub                     | .jss                                      | Текст з розміткою | Так               | Ні       | Пройдений час           | Як кадри                |
| MicroDVD                    | .sub                                      | Текст             | Ні                | Ні       | Кадри                   | Як кадри                |
| MPEG-4 Timed Text           | .ttxt (або змішані з аудіо-відео потоком) | XML               | Так               | Ні       | Пройдений час           | 1 мілісекунда           |
| MPSub                       | .sub                                      | Текст             | Ні                | Так      | послідовний час         | 10 мілісекунд           |
| Ogg Writ                    | Н/Д (вкладені в контейнер Ogg)            | Текст             | Так               | Так      | Послідовні гранули      | Залежить від бітстріму  |
| Phoenix Subtitle            | .pjs                                      | Текст             | Ні                | Ні       | Кадри                   | Як кадри                |
| PowerDivX                   | .psb                                      | Текст             | Ні                | Ні       | Пройдений час           | 1 секунда               |
| RealText                    | .rt                                       | HTML              | Так               | Ні       | Пройдений час           | 10 мілісекунд           |
| SAMI                        | .smi                                      | HTML              | Так               | Так      | Кадри                   | як кадри                |
| Spruce subtitle format      | .stl                                      | Текст             | Так               | Так      | послідовний час + кадри | послідовний час + кадри |
| Structured Subtitle Format  | .ssf                                      | XML               | Так               | Так      | Пройдений час           | 1 мілісекунда           |
| SubRip                      | .srt                                      | Текст             | Так               | Ні       | Пройдений час           | 1 мілісекунда           |
| (Advanced) SubStation Alpha | .ssa or .ass (advanced)                   | Текст             | Так               | Так      | Пройдений час           | 10 мілісекунд           |
| SubViewer                   | .sub or .sbv                              | Текст             | Ні                | Так      | Пройдений час           | 10 мілісекунд           |
| Universal Subtitle Format   | .usf                                      | XML               | Так               | Так      | Пройдений час           | 1 мілісекунда           |
| VobSub                      | .sub + .idx                               | зображення        | Н/Д               | Н/Д      | Пройдений час           | 1 мілісекунда           |
| WebVTT                      | .vtt                                      | HTML              | Так               | Так      | Пройдений час           | 1 мілісекунда           |
| XSUB                        | Н/Д (вбудовані в .divx контейнер)         | Image             | Н/Д               | Н/Д      | Пройдений час           | 1 мілісекунда           |

Існує ще багато менш поширених форматів. Більшість із них текстові і мають розширення .txt.

## Субтитри перекладу
Субтитри часто використовуються для перекладу іншомовного діалогу на мову цільової аудиторії. Цей вид перекладу є найдешевшим видом аудіовізуального перекладу.

### Субтитри в порівнянні здубляжем
На відміну від дублювання, субтитри не втручаються в оригінальну звукову доріжку фільму. Глядач залишається постійно свідомий того, що дивитися іноземну стрічку. Субтитри сприяють вивченню іноземних мов та ближчому знайомству з іншими культурами, а також виховують свідомого глядача, який має змогу більш об'єктивно оцінити якість перекладу, а також зрозуміти міжкультурні відмінності та конфлікти. Водночас багато працівників кіноіндустрії та глядачів вважають, що дубльовані фільми є легшими для сприйняття, в той час як субтитри вимагають більшого зосередження і можуть відволікати від візуального ряду. Якість субтитрів та сприйняття субтитрів глядачем залежить від кількох факторів: технічних якостей субтитрів (швидкість, розмір, колір та розміщення на екрані), рівня писемності глядачів (саме тому фільми для дітей дублюють навіть у країнах, де субтитрування є традиційним видом перекладу аудіовізуальної продукції), звички.

## Субтитри мовою оригіналу
Субтитри мовою оригіналу переважно використовують із метою створення доступу до аудіовізуальної продукції для людей з вадами слуху. Крім того, субтитри використовують для збільшення писемності населення, наприклад, в Індії. У західноєвропейських країнах ведеться також дискусія, наскільки ефективними можуть бути субтитри для вивчення національних мов іммігрантами.

### Субтитри для людей з вадами слуху
Щоб створити доступ до аудіовізуальних джерел інформації для людей з вадами слуху використовують або сурдопереклад, або субтитри.
Тринадцятого травня 2009 року Національна рада України з питань телебачення і радіомовлення ухвалила рішення «Про участь Національної ради в реалізації Плану заходів щодо поліпшення доступу до інформації осіб з вадами слуху шляхом субтитрування», № 883. У результаті телеканалам рекомендовано супроводжувати програми в ефірі субтитрами або сурдоперекладом та вказувати у програмі телебачень, які програми мають такий супровід.
Для порівняння: у 2008 році британська телекомпанія Бі-Бі-Сі оголосила, що досягла 100 % субтитрування ефіру всіх своїх каналів для людей з вадами слуху.

## Інструменти для роботи із субтитрами
Робота із субтитрами передбачає їх розпізнавання, редагування, об’єднання або розділення, переклад тощо. Ці операції зазвичай виконують за допомогою спеціалізованого програмного забезпечення, зокрема:
- Aegisub[11]
- Amara[12]
- Jubler Subtitle Εditor[13]
- Ooona[14]
- Subtitle Edit[15]
- Subtitle Workshop[16]
- Zubtitle[17]

## Світовий досвід субтитрування
Серед європейських країн субтитрування іншомовної продукції в кіно та на телебаченні вже традиційно використовують у Нідерландах, Норвегії, Швеції, Данії, Греції, Словенії, Хорватії, Португалії та ін.

### Скандинавські країни
З появою телебачення в Данії у 1950 році, субтитри закріпилися як основний вид перекладу іншомовних телевізійних програм (кіно, новин та інших програм із іншомовним діалогом). Дубляж в Данії практично не використовується (для перекладу дитячої аудіовізуальної продукції використовують озвучування). У всіх Скандинавських країнах існують спілки перекладачів-медійників, які також входять до асоціації представників профспілок північноєвропейських країн «Аудіовізуальні перекладачі». Метою асоціації є обмін новинами зі сфери аудіовізуального перекладу, обговорення умов праці, контрактів та розцінок за послуги перекладу.

### Багатомовні країни
- Бельгія — у кінотеатрах Фландрії фільми показують із подвійними субтитрами — нідерландською та французькою.
- Фінляндія — подвійні субтитри фінською та шведською.
- Ізраїль — на громадському телебаченні часто використовують двомовні субтитри: івритом та арабською, чи івритом та російською мовою.

## Субтитри в Україні
В Україні культура перегляду фільмів в оригіналі з субтитрами українською не є дуже популярною і розвивається переважно в суб-культурі україномовних прихильників аніме.
Також команда Ukrainian aile production займається регулярним перекладом великої кількості турецьких, індійських та інших серіалів у форматі субтитрів.